# Danilo Lim

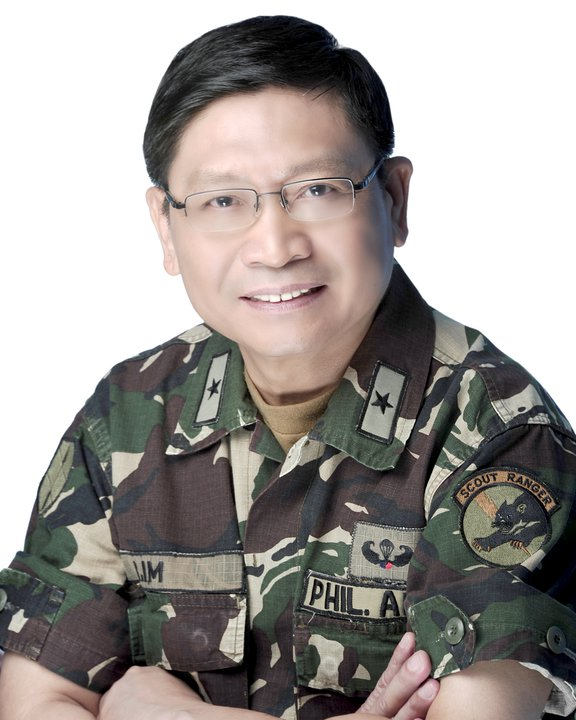
Danilo Lim

Danilo (Danny) Lim (Solano, 2 juni 1955 – Metro Manilla, 6 januari 2021) was een Filipijns brigadegeneraal en politicus. 
Lim verwierf landelijke bekendheid als leider van een couppoging tegen president Corazon Aquino in 1989. In 2006 werd hij opnieuw gearresteerd voor betrokkenheid op verdenking van het voorbereiden van een couppoging tegen president Gloria Macapagal-Arroyo. Tijdens een rechtszitting het jaar erna brak hij samen met onder anderen Antonio Trillanes IV uit de rechtszaal en hield hij korte tijd een verdieping van het Manila Peninsula Hotel bezet. In 2010 deed Lim zonder succes mee aan de Senaatsverkiezingen. van 2017 tot zijn dood in 2021 was Lim de Voorzitter van de Metropolitan Manila Development Authority (MMDA).

## Biografie
Lim werd geboren in Solano in de provincie Nueva Vizcaya als jongste van vijf zonen van een Chinese vader uit Xiamen en een moeder afkomstig uit Bohol. Danny groeide op in Salano en ging na een jaar studeren aan de University of the Philippines naar de militaire academie West Point in de Verenigde Staten.
Na zijn afstuderen keerde hij terug naar de Filipijnen om daar de opleiding tot Scout Ranger te volgen. Als Scout Ranger diende hij daarna op het eiland Jolo, waar hij het commando over een verkenningseenheid van de 1e infanterie divisie voerde. In die tijd raakte hij tijdens gevechten twee maal gewond. Het optreden van luitenant Lim in Sulu viel dermate op bij de toenmalige commandant van het Filipijnse leger, generaal Romeo Espino, dat hij werd overgeplaatst en werd aangesteld als instructeur. Enkele jaren later ging hij opnieuw naar de Verenigde Staten voor een vervolgopleiding Infanterie aan de Infantry School in Fort Benning. Hij slaagde als beste van het jaar en kreeg bovendien de onderscheiding Distinguished Allied Student Award. Na zijn terugkeer werd hij aangesteld als Chief of Operations van het Eerste Scout Ranger Regiment.
In 1989 leidde kapitein Lim een zeven dagen durende opstand in Makati City tegen de regering van president Corazon Aquino. De couppoging mislukte echter en Lim werd daarop twee jaar lang gevangengezet. Tijdens het bewind van opvolger Fidel Ramos werd hij uiteindelijk vrijgelaten na het tekenen een vredesovereenkomst tussen de regering en de opstandelingen.
Na zijn vrijlating volgde Lim de opleiding voor hogere officieren. Ook deze opleiding rondde hij als beste van zijn jaar af. Hierna voerde hij het bevel over het 42e Infanterie Bataljon, waarna hij tot deputy commandant van het Eerste Scout Ranger Regiment werd benoemd. Weer later volgde een benoeming tot regimentscommandant.
Op 24 februari 2006 werd brigadier-generaal Lim gearresteerd voor vermeende betrokkenheid bij een couppoging tegen president Gloria Macapagal-Arroyo. Hij zou samen met enkele andere officieren een coup hebben voorbereid met de bedoeling Arroyo af te zetten. Een jaar later was hij opnieuw in het nieuws toen hij tijdens een rechtszitting, samen met Antonio Trillanes IV en 25 andere officieren de rechtszaal verliet en door de straten van Makati City marcheerde. Tijdens de mars sloten diverse soldaten zich bij de officieren aan. Ook voormalig vicepresident Teofisto Guingona jr. liep met ze mee. Ze riepen mensen op om Arroyo af te zetten en namen bezit van de 2e verdieping van het Manila Peninsula Hotel op Ayala Avenue. Na enkele uren gaven Trillanes, Lim en de overige rebellen zich over toen soldaten van het Filipijnse leger de lobby van het hotel binnendrongen.
Op 27 november 2009 registreerde Lim zich, vanuit gevangenschap, als kandidaat voor de senaatsverkiezingen van 2010. In eerste instantie werd zijn kandidatuur afgewezen door de Filipijnse kiescommissie COMELEC. Op 14 januari 2010 werd echter bekend dat Lim alsnog op de definitieve kandidatenlijst zou worden opgenomen. Lim was geen lid van een politieke partij, maar deed mee als gastkandidaat van de Liberal Party. Lim eindigde uiteindelijk op de 17e plek, met onvoldoende stemmen voor een van de twaalf beschikbare Senaatszetels.
Op 22 mei 2017 werd Lim door president Rodrigo Duterte benoemd tot voorzitter van de Metropolitan Manila Development Authority (MMDA). Na vier jaar in deze functie liep Lim een COVID-19-besmetting op en overleed vervolgens op 65-jarige leeftijd aan een hartstilstand.